# Шарада (фільм)
«Шарада» (англ. Charade; США, 1963) — романтичний детектив кінорежисера Стенлі Донена. Головні ролі виконали Одрі Гепберн і Кері Грант (одна з останніх ролей 59-річного актора на екрані). Номінація на премію «Оскар» за найкращу пісню (Charade). У 2002 році був поставлений ремейк «Правда про Чарлі».

## Зміст
Чарівна Реджі хоче розірвати свій шлюб, а щоб розважитися, вирушає трохи помандрувати. На відпочинку вона зустрічає привабливого Пітера Джошуа, а повернувшись, дізнається про свій новий статус вдови і про незрозуміле зникнення всіх їхніх заощаджень. До того ж на Реджі тепер тиснуть всі ті, хто хочуть отримати кругленьку суму від її покійного чоловіка. Серед них виявляється і Джошуа, який представляється вже іншим ім'ям.

## Ролі (у порядку появи на екрані)
| Актор          | Роль                                                                            |
| -------------- | ------------------------------------------------------------------------------- |
| Одрі Гепберн   | Реджина "Реджі" Ламперт                                                         |
| Томас Челімскі | Жан-Луї Годе                                                                    |
| Домінік Міно   | Сільві Годе                                                                     |
| Кері Грант     | Браян Крукшенк (псевдоніми: Пітер Джошуа, Александр "Алекс" Дайл, Адам Кенфілд) |
| Жак Марен      | інспектор Едуар Гранп’єр                                                        |
| Нед Гласс      | Леопольд В. Гідеон                                                              |
| Джеймс Коберн  | Текс Пенталлоу                                                                  |
| Джордж Кеннеді | Герман Скобі                                                                    |
| Волтер Меттау  | Карсон Дайл (псевдонім: Гамільтон Бартолом’ю)                                   |
| Пол Боніфас    | продавець марок містер Фелікс                                                   |

## Суспільне надбання
До 1978 року американський закон про авторське право вимагав, щоб твір містив слово «Copyright», скорочено «Copr.», або знак «©». Оскільки компанія Universal Pictures не виконала цю вимогу, щоб захистити фільм «Шарада», він перейшов до суспільного надбання США відразу після виходу. Однак, незважаючи на те, що фільм знаходиться в суспільному надбанні, звукова доріжка до нього залишається захищеною.

## Відео
У США з 1989 року фільм випущений компанією «MCA / Universal Home Video» на VHS, Betacam, а на початку 1990-х — на LaserDisc.

## Нагороди
- 1965 — премія BAFTA найкращій британській акторці (Одрі Гепберн) і номінація на премію найкращому зарубіжному акторові (Кері Грантові)
- 1964 — премія Едгара Аллана По за найкращий художній фільм (Пітерові Стоунові)
- 1964 — номінація на премію «Оскар» за найкращу оригінальну пісню «Charade» (Генрі Манчіні і Джонні Мерсера)
- 1964 — номінації на премію Золотий глобус найкращому комедійному акторові (Кері Грантові) і найкращій комедійній акторці (Одрі Гепберн)